# Presi nella morsa
Presi nella morsa (Caught), noto anche come Nella morsa, è un film del 1949 diretto da Max Ophüls.

## Trama
Leonora è una giovane e affascinante ragazza che condivide una stanza in affitto con la sua amica Dorothy. Le due donne sognano un avvenire meraviglioso, magari sposando un facoltoso principe azzurro.
Frequentando un corso serale Leonora diviene una modella e lavora presso un atelier. Una sera, pur titubante, accetta un invito ad una festa danzante su uno yacht, ma al molo, dove la ragazza è in attesa di essere trasbordata sullo yacht in rada, viene raggiunta da un'imbarcazione. Al timone vi è il ricco milionario Smith Ohlrig, che anziché portarla a bordo, la conduce nella sua sfarzosa villa.
Smith la chiede in sposa, e la ragazza accetta. L'uomo è però un nevrotico squilibrato, soffre anche di attacchi di cuore, e non si è sposato per amore, mentre Leonora insiste più volte con lui, non creduta, di essersi sposata perché l'ama.
A causa del comportamento opprimente e violento di lui, la donna infine lo lascia senza un soldo facendosi assumere in un piccolo studio medico in un quartiere povero cittadino. Nello studio lavora il dottor Larry Quinada, pediatra, l'uomo pian piano si affeziona alla ragazza.
Nel tentativo di una riconciliazione Smith raggiunge Leonora nel suo fatiscente appartamento e giurandole amore la convince a tornate con lui nella villa. La coppia passa una notte d'amore e lei rimane incinta.
Ma Smith ricomincia con i suoi comportamenti, abituato a dominare tutti quelli che gli sono attorno, egli non è spinto dall'amore, bensì dalla sola idea di aver potere sulla donna.
Nel frattempo Larry sopraggiunge alla ricerca di Leonora, credendo che ella lavori alla villa come domestica, ma apprende dallo stesso Smith, con vivo stupore, che la donna è sua moglie ed è persino incinta. Nonostante ciò l'uomo è innamorato della ragazza e si offre di portarla via, ma Smith minaccia la donna che se le concederà il divorzio, le porterà via il bambino e non glielo farà più vedere.
La situazione per Leonora, avanti nella gravidanza, diventa insostenibile e quando Smith ha un nuovo attacco di cuore Leonora si rifiuta di aiutarlo, poi spinta dai sensi di colpa e credendo Smith morto viene portata da Larry in ospedale, dove dà alla luce un bambino nato morto.
Adesso Smith non ha più alcuna possibilità di dominare Leonora che è libera di divorziare da lui per sposare Larry.